# Легенде (музичка група)
Легенде су српска музичка група основана у Београду 1988. године, када је и објавила свој први албум. Групу су, основали Зоран Дашић Даша, вођа групе, текстописац, композитор, гитариста и тамбураш; и Лазар Марин, гитариста и пратећи вокал. Прва концертна сезона групе почела је на Богојављење 19. јануара 1995. године, концертом у београдском Сава центру и до фебруара 2019. године одржали су 59 концерата у истој дворани. Традиционално, група почиње концертну сезону у Сава центру.
До данас, Легенде су одржали преко хиљаду и четиристо концерата у Србији, Црној Гори, Македонији, Босни и Херцеговини, Мађарској, Пољској, Кипру, Шведској, Словенији, Швајцарској, Аустрији, Канади, Немачкој, Аустралији, САД, Русији и Француској.
Јубиларни, хиљадити концерт су одржали 5. фебруара 2005. године, а прослава двадесетог рођендана групе „Легенде” обележена је фебруара 2008. године, у великој дворани Сава центра.
Група „Легенде” 2012. године слави велики јубилеј, обележава 25. година постојања и успешног рада и тај значајан јубилеј је прославила тако што је својој верној публици приредила концерте у Сава центру 4. и 14. фебруара 2012. године.
Под слоганом „У сусрет педесетом концерту у Сава центру“, због великог интересовања публике, одржан је и дуго очекивани 50. концерт у великој дворани Сава центра 7. априла 2012. године.

## Чланови групе
- Групу чине шесторица чланова:
- Никола Зекић - певач
- Зоран Дашић - композитор, текстописац, бас-прим, гитара и пратећи вокал
- Лазар Марин - гитара и пратећи вокал
- Перо Крзнанић - бас гитара и пратећи вокал
- Желимир Васић - бубњеви, удараљке и пратећи вокал
- Марко Дашић - клавијатуре, клавир и аранжмани

Зоран Дашић има многобројне естрадне награде и статус признатог уметника; члан је Удружења Композитора Србије и аутор две књиге. Уредник је у музичкој редакцији РТС.
Лазар Марин, други оснивач групе, некада је певао у хору садашњег "Обилића“, иначе "Крсманца“ - одакле је потекла и већина чланова овог састава; био је запослен у "Ласти“ и "Технопромету“, а сада је задужен за односе „Легенди“ с јавношћу.
Вокални солиста Иван Милинковић био је члан „Легенди“ од 1989 до 2019. године. Пре него што је постао члан групе, девет година је био у Београдској Опери, од тога пет година у хору и четири године као солиста у споредним и главним улогама. Са статусом естрадног уметника добио је више награда: друго место и прва награда публике на такмичењу младих певача изворне народне музике у Пироту 1986. године, четврто место на такмичењу младих оперских певача у Београду 1993. године; добитник је и прве награде на такмичењу младих оперских певача у Пјонг Јангу (Кореја) 1995. године.
Басиста Перо Крзнанић у „Легендама“ свира од 1992. године, пре тога је био у Великом Народном Оркестру Телевизије Београд.
Желимир Васић - Жак, бубњар и перкусиониста, радио је шеснаест година у Београдској Филхармонији. Запослен је у Позоришту на Теразијама на месту перкусионисте, а члан групе је од 1998. године. Пре тога, свирао је са Жељком Бебеком, Дадом Топићем и многим другим познатим рок музичарима; снимио је више ЦД-ова и плоча, писао музику за филмове.
Предраг Стојковић - Пеђа, бивши члан групе; клавијатуриста и аранжер, професор музике, хармоније, контрапункта и музичких облика. У групу је ушао 2003. године, пре тога свирао је у бендовима Алиса и Френки, сарађивао је са Београдском Филхармонијом, Позориштем на Теразијама и многим извођачима на домаћој музичкој сцени.
Група од самог почетка остварује сарадњу са Бором Ђорђевићем, вођом бенда Рибља Чорба, чији је члан на кратко био и Зоран Дашић.

## Дискографија

### Студијски албуми
1. Дођи друже (1988)
2. Не веруј (1991)
3. Успомене (1994)
4. Из дневника (1995)
5. Све најлепше (1996)
6. Но. 6 (1997)
7. Писма (1999)
8. Носталгија (2000)
9. Легенде 10 (2000)
10. Са осмехом (2002)
11. Река православља (2003)
12. Младости (2005)
13. Из срца рокера са душом тамбураша - стихове песама казује Милан Шевић (2008)
14. Сјај од пламена (2010)
15. 2020 (2020)

### Албуми уживо
- Легенде Уживо (1998)

### Компилације
- Антологија (2001)
- Антологија 1 (2005)
- Антологија 2 (2007)
- Највећи хитови – цд издање за подручје БИХ (2011)
- Трилогија (2012)

## Фестивали
- 1988. Београдско пролеће - Скид'о сам јој звезде с неба (Вече градских песама, дует са Марком Николићем), победничка песма
- 1993. Београдско пролеће - Нема старог Београда (Вече градских песама и романси)
- 1996. Београдско пролеће - Једном (Вече градских песама и романси)
- 1997. Пјесма Медитерана, Будва - Зашто не волим пролеће
- 2023. Сабор народне музике Србије, Београд - Беже године